# Mesochorus pusillus
Mesochorus pusillus là một loài tò vò trong họ Ichneumonidae.